# Gottlieb Nicolaus Stolterfoth

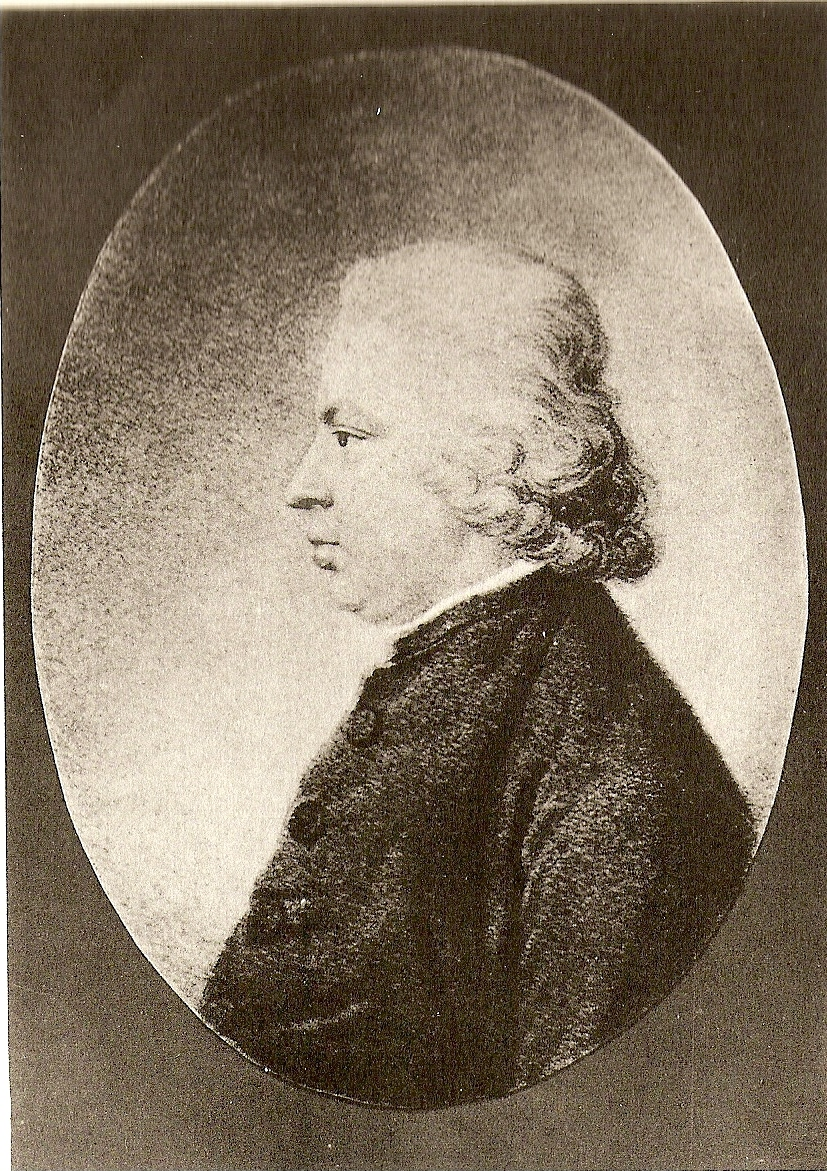
Gottlieb Nikolaus Stolterfoht

Gottlieb Nikolaus Stolterfoth, auch Gottlieb Nicolaus Stolterfoth und Gottlieb Nikolaus Stolterfoht (* 21. März 1761 in Lübeck; † 6. November 1806 ebenda) war ein deutscher evangelisch-lutherischer Geistlicher. Er war der letzte Pastor an der Lübecker Burgkirche.

## Leben
Stolterfoht wurde als Sohn des Lübecker Kaufmanns Nikolaus Ludwig Stolterfoht geboren. Er besuchte das Katharineum. Ostern 1780 begann er das Theologiestudium an der Universität Jena, das er 1783 in Göttingen fortsetzte.  Aus seiner Göttinger Zeit ist sein Eintrag im Stammbuch von Johann Christian Friedrich Dietz überliefert. Von 1784 bis 1787 war er Hauslehrer in Soest, ehe er in seine Heimatstadt zurückkehrte, wo er zunächst ebenfalls als Lehrer tätig war. 1792 wurde er Prediger der Burgkirche, zugleich nach dem Lübecker Adressbuch 1798 auch Prediger am Heiligen-Geist-Hospital und im Pockenhaus.
Seine Sorge um die Ausbildung der Jugend bestimmte auch seine Teilnahme an der Gründung der Gesellschaft zur Beförderung gemeinnütziger Tätigkeit 1789, deren Direktor er 1798–1801 war. Er richtete eine Industrieschule für bedürftige Mädchen ein, in der seit 1796 16 Mädchen im ehemaligen Predigerhaus der Burgkirche in Handarbeiten, Lesen, Schreiben, Religion und Rechnen ausgebildet wurden, soweit es für ihre künftige Tätigkeit als Dienstmädchen oder im eigenen Haushalt als notwendig erachtet wurde. Die Schule finanzierte sich teilweise vom Verkauf der Arbeiten der Schülerinnen. Dank der von Stolterfoht eingeworbenen Spenden konnten schon 1800 47 Schülerinnen aufgenommen sowie ein eigenes Gebäude erworben werden.
Beim Einmarsch der Franzosen am Tag der Schlacht bei Lübeck, dem 6. November 1806, wurde Stolterfoht durch eine französische Kugel auf der Diele seines Wohnhauses tödlich getroffen. Charles de Villers berichtete in seinem Brief an die Gräfinn   F** de B** enthaltend eine Nachricht von den Begebenheiten, die zu Lübeck an dem Tage, Donnerstag den 6ten November 1806 und folgenden vorgefallen sind, dass Stolterfoths "Verlust allgemeine Trauer erweckt hat; es war ein sehr interessanter junger Mann, und er ward (was auch noch manchen Andern widerfuhr) mitten unter seiner Familie vom Todesschlage ereilt".
Nach Stolterfoths Tod wurden in der Burgkirche keine Gottesdienste mehr gehalten. Sechs Jahre später wurde sie abgerissen.